# Metatarso varo
Il metatarso varo o addotto è una malformazione congenita in cui il piede è deviato verso l'interno e il basso, come nel caso del piede equino-varo-supinato ma limitato all'avampiede. È una delle forme di piede torto congenito.

## Manifestazioni
La definizione riguarda tutte quelle deformazioni dove la parte interiore del piede viene ruotata verso l'interno, mentre i talloni rimangono nella loro posizione.